# محمود کریمی (مداح)
محمود کریمی (زادهٔ ۱۳۴۷) مداح ایرانی است. او مداح مناسبت‌های متعدد عزاداری در بیت رهبری با حضور سید علی خامنه‌ای بوده است.

## زندگی و خانواده
پدر محمود کریمی در سال ۱۳۶۱ در جنگ ایران و عراق و در عملیات فتح‌المبین مفقودالاثر شده و برادرش در سال ۱۳۶۵ در عملیات کربلای ۵ در شلمچه کشته شده است. کریمی سه برادر دیگر دارد. وی در سال ۱۳۷۰ ازدواج کرده و دارای یک پسر و یک دختر می‌باشد. او از سال ۱۳۶۴ تا ۱۳۷۳ معلم تربیتی دبستان محمد منتظری در خیابان بهشتی تهران بوده است. او در کودکی بنایی و نجاری کرده و اکنون در بازار سفال و آجر فعالیت می‌کند. به گفته خود کریمی از راه مداحی امرار معاش نمی‌کند و در فعالیت‌های صنعتی حضور دارد.

## نوحه‌خوانی
محمود کریمی نوحه‌خوانی را از سن ۷ سالگی آغاز کرد و اولین بار در مسجدی در شاهین‌شهر اصفهان مداحی کرد و از پدرش دو تومان صله دریافت کرد.
او مرثیه سرا است و بیشتر شعرهای نوحه‌هایش را خود می‌گوید. کریمی در حسینه امامزاده علی اکبر چیذر در هیئت رزمندگان اسلام نوحه‌خوانی می‌کند. او در سال ۱۳۹۱ در حسینه چیذر با سنج و دمام نوحه‌خوانی کرد که مورد توجه قرار گرفت.

## دیدگاه دربارهٔ سیاست
کریمی معتقد است که مداح باید در برخی مسائل سیاسی دخالت کند و اظهار نظر نماید. او سال ۱۳۹۱ در گفتگویی با خبرگزاری تسنیم گفت:
«در پاسخ به آقایانی که می‌گویند مداحان نباید در کار سیاست دخالت کنند من پاسخ می‌دهم که خودشان در سیاست دخالت نکنند چون این حرفشان از بی‌سوادی سیاسی‌شان نشأت می‌گیرد بهتر است به کار خودشان برسند. چون ما این بینش را داریم که در سیاست اظهار نظر کنیم، ولی آن‌ها ندارند.»

## آثار
- سایت فطرس سایت حفظ آثار محمود کریمی است
- حدیث باب عشق: گلچینی از مداحی‌های محمود کریمی، روح‌الله گائینی (گردآورنده)، ناشر: فاروس
- عطر سیب، مجموعه نوحه محرم الحرام ۱۴۲۵ با سبکهای محمدرضا طاهری و محمود کریمی، همراه با نوار سبکها، محمد ابوالفتحی، ناشر: سبحان - ۱۳۸۲
- گل‌واژه‌های فاطمیه ۳؛ شامل اشعار و مراثی ایام فاطمیه، همراه با صدای منصور ارضی، محمد طاهری، محمود کریمی، احمد واعظی، ناشر: افق فردا - ۱۳۸۳
- گل‌واژه‌های رجب؛ شامل جدیدترین اشعار ماه رجب همراه با صدای محمد طاهری، محمود کریمی، احمد واعظی، مؤسسه فرهنگی ثقلین، ناشر: حلم
- گل‌واژه‌های شعبان؛ شامل جدیدترین اشعار ماه شعبان همراه با صدای: محمد طاهری، محمود کریمی، احمد واعظی، مؤسسه فرهنگی ثقلین، ناشر: حلم

## حواشی و جنجال‌ها

### تیراندازی از سوی خودروی محمود کریمی
در دی ماه ۱۳۹۲، در جریان قرارگیری یک پژوی ۲۰۶ بر سر راه خودرو محمود کریمی منجر به تیراندازی در بزرگراه بابایی تهران شد.
وبگاه آینده در اینباره نقل می‌کند که: «مشاجره لفظی سرنشینان دو خودرو در اتوبان بابایی که یکی از آن‌ها از مشهورترین مداحان تهران است، به تیراندازی انجامیده است. طبق اطلاعات رسیده، داستان از این قرار است که یکی از مداحان مشهور، ساعت ۳ بامداد روز ۵ دی ۱۳۹۲ در اتوبان بابایی با یک خودروی ۲۰۶ تصادف می‌کند. این تصادف به مشاجره و درگیری لفظی می‌کشد. سرنشینان ۲۰۶ زوج جوانی بودند که از شرق به غرب اتوبان حرکت می‌کردند. گزارش مورد نظر حاکی از این است که ادامه این درگیری به نقاط خطرناکی کشیده می‌شود چرا که مداح معروف و همراهانش [دوستانش] که در خودروی تویوتا بودند کلت کشیده و ۵ تیر به جلو و گلگیر ۲۰۶ شلیک می‌کنند. بعد از تیراندازی، مداح و همراهان از محل دور شده و سرنشینان ۲۰۶ به کلانتری شکایت می‌برند و شکایت ثبت و به دادسرا ارسال می‌شود.»

#### شرح ماجرا از زبان محسنی اژه‌ای
به نقل از خبرگزاری دانشجو، محسنی اژه‌ای سخنگوی قوه قضاییه دربارهٔ این حادثه اظهار کرد:
«دو دستگاه پژو ۲۰۶ و یک دستگاه مزدا ۴۰ در بزرگراه در حال حرکت بودند که براساس اظهارات رانندگان بعد از اینکه خودروها وارد تونل می‌شوند یکی از خودروها سبقت گرفته و بقیه خودروها پشت این خودرو در حال حرکت بودند. خودروی حامل محمود کریمی همراه با راننده و دو نفر از اعضای خانواده وی پشت این خودرو در حال تردد بوده است. راننده‌ای که از محمود کریمی شکایت کرده در اظهارات گفته خودروی آقای کریمی چند بار چراغ زد که من کنار بروم و من از خط وسط گذشتم ولی فکر کرد که می‌خواهم مانع حرکت آن‌ها شوم برای همین چند تیر هوایی شلیک کرده و یک تیر هم به رکاب خودروی من برخورد کرد.
خودروی که مورد اصابت تیر قرار گرفته حامل راننده و همسرش بوده است که به کنار جاده آمده و با راننده و آقای کریمی صحبت می‌کند و وقتی مداح تهرانی را می‌شناسد خداحافظی کرده و می‌رود. آن دو ماشین دیگر هم متوقف می‌شوند و به سمت آقای کریمی می‌آیند و وقتی وی را می‌بینند با خوبی و خوشی عذر خواهی کرده و از هم جدا می‌شوند. نکته قابل توجه این است که راننده‌ای که مورد اصابت گلوله قرار گرفته خطاب به محمود کریمی می‌گوید من اگر بخواهم آن را تعمیر کنم می‌گویند که تیر خورده است برای همین قرار می‌گذارند که به کلانتری رفته و این اظهارات را ثبت کنند.
رانندگان مزدا و ۲۰۶ در اظهارات خود گفته‌اند ما صدای تیر نشنیده‌ایم و فکر کردیم صدای موتور است و وقتی آقای کریمی را شناختیم خواستیم سر به سرش بگذاریم و به او راه ندادیم.
پرونده توسط معاون و جانشین دادستان تهران پیگیری شد. شاکیان گفتند ما اصلاً شاکی نبودیم و آن راننده هم گفت من به دنبال خسارت ماشین بودم ولی چون تیراندازی رخ داده بود تحقیقات مفصلی انجام شد و سرنشین ماشین و خود آقای کریمی و راننده مورد تحقیق قرار گرفتند.

راننده آقای کریمی گفته است من تیراندازی کرده‌ام و مجوز تیراندازی هم برای من است چون آن‌ها راه را بسته بودند و چند بار خودرو را به سمت گارد ریل و نزدیک تریلی برده بودند.»

#### اظهارات راننده پژو ۲۰۶
«من با خودروام یک لحظه سبقت گرفتم و بعد دوباره کنار آمدم. نمی‌دانم در ذهن آقای کریمی چه گذشت و چرا احساس خطر کردند که به ما شلیک کردند. البته من ابتدا متوجه شلیک نشدم؛ کمی که از صدای عجیبی که شنیده شد گذشت و ما مسافتی را همچنان ادامه می‌دادیم که ایشان چراغ زدند و ما هم به کنار اتوبان آمدیم و توقف کردیم. تازه آنجا متوجه شدیم که به خودروی‌مان شلیک شده است. ما [راننده و همسرش] درحال حرکت بودیم که به در عقب ماشین سمت پایین شلیک شد. گلوله به نحوی به در خورده بود که از در عبور و به ستون ماشین برخورد کرده بود. گلوله در عین حرکت به پایین در خورده بود. اگر کمی بالاتر بود حتی ممکن بود به خود ما هم اصابت کند.»

#### واکنش‌ها
احمد محسنی گرکانی، رئیس دیوان عالی کشور، چند روز بعد گفت:
اسلحه کشی برای ترساندن مردم حکم محاربه دارد. فقهای اسلام در تعریف محارب گفته‌اند «کل من جرد السلاح لاخافه الناس». هر کس در هر جا به روی مردم برای ترساندن اسلحه بکشد محارب است. محارب کسی است که با تهدید به مرگ، اموال مردم را غارت کند. افراد شرور که با چاقوکشی به جان و مال و نوامیس مردم تجاوز می‌کنند محارب هستند.
خانه مداحان در واکنش به این ماجرا بیانیه‌ای صادر کرد که در آن آمده است:
«آنچه در پس پرده ماجرای رخ داده می‌گذرد، نشانه گرفتن هیئت‌های عزاداری و اصل و فلسفه قیام عاشورا است.»
خبرگزاری مهر در ۲۱ دی، از رضایت دادن شاکی این پرونده خبر داد و از قول شاکی چنین نوشت: «به دلیل تعلقاتی که به اهل بیت دارم و محمود کریمی هم چون یکی از مداحان اباعبدالله الحسین است، از شکایت خود گذشتم.»

##### واکنش دیگر مداحان
در مصاحبه خبرگزاری ایسنا با ۱۴ تن از مداحان، آنان در اینباره اظهار بی‌اطلاعی کردند و زمانی که از آن‌ها سؤال شد که آیا اسلحه دارند یا خیر، دو تن از آن‌ها بیان کردند که از ابتدای انقلاب به دلایل شرایط امنیتی مجوز حمل اسلحه داشته‌اند اما داشتن اسلحه دلیلی بر استفاده از آن نیست.

##### حضور در مراسم فاطمیه
محمود کریمی، پس از ماجرای تیراندازی و اتفاقات پیش آمده، در مراسم ویژه فاطمیه سال ۱۳۹۳ که در دفتر رهبر جمهوری اسلامی برگزار شد، به مدت ۴۵دقیقه به مداحی و روضه خوانی پرداخت. این کار انتقاداتی را به همراه داشت.

### نظرات پیرامون دولتمردان

#### بی‌عرضه خواندنحسن روحانی
گفته می‌شود در جریان مراسم تشییع پیکر ۱۷۵ غواص کشته شده در عملیات کربلای چهار و ۱۰۰ نفر از شهدای گرانقدر جنگ ایران و عراق که در میدان بهارستان تهران، محمود کریمی که سخنران آن مراسم بود با خطاب قرار دادن روحانی به وی چنین گفت: «مسئولان ما چگونه به خود اجازه می‌دهید در نظام جمهوری اسلامی، حالا در بیرون هرکاری می‌کنید خودتان می‌دانید و خدای خودتان، آن هم اجازه نمی‌دهیم بهتان. مسئولی که در جمهوری اسلامی به خاطر پز دادن مقابل یک دیپلمات با هزار قلم آرایش و سر باز و فقط یک کلاه نمادین بر روی سر می‌روی و با او حال و احوال و مذاکره می‌کنی، خاک بر سرت بی‌غیرت که در حقیقت این امر توسط یکی از کسانی که مشغول شعار دادن بود صورت گرفت.» وی همچنین علی لاریجانی را هم در بخشی از سخنان خود مورد هتک حرمت قرار داد.

#### توهین بهعلی لاریجانی
کریمی در همان مراسم سپس با اشاره به علی لاریجانی رئیس مجلس ایران اظهار داشت: «آقای مسئولی که در جمهوری اسلامی به خاطر پز دادن مقابل یک دیپلمات با هزار قلم آرایش و سر باز و فقط یک کلاه نمادین بر روی سر می‌روی و با او حال و احوال و مذاکره می‌کنی؛ خاک بر سرت بی غیرت!» سخنان وی اشاره داشت به دیدار ماریچه اسخاکه نماینده هلندی پارلمان اروپا در دیدار با علی لاریجانی که به دنبال انتشار این تصاویر، که در جریان ملاقات ده روز قبل هیئتی از نمایندگان پارلمان اروپا با رئیس مجلس ایران صورت گرفت، گروهی از محافظه کاران پوشش خانم اسخاکه را مورد انتقاد و نکوهش قرار دادند.

#### واکنش‌ها
برخی از جراید ایران این سخنان را "کاسبی با شهدا"،"سو استفاده از حضور گسترده مردم به نفع خویش" و "توهین به رئیس جمهور منتخب مردم" قلمداد کردند. روزنامه ابتکار این اظهارات علیه رئیس‌جمهوری و رئیس مجلس را "توهین‌آمیز" خواند و اظهار کرد «آنچه این مداح در مراسم بر زبان آورد، براساس قانون مجازات اسلامی مصداق هتک حرمت و توهین به مسئولان قوه مجریه و قوه مقننه محسوب می‌شود که حتماً قابل برخورد قانونی است. همچنین این روزنامه اظهار داشت توهین به مردم و توهین به منتخب مردم هر دو تعرض به حقوق مردم محسوب می‌شود و قانون در برابر آن بی‌تفاوت نخواهد بود.»

### داستان «قمار خسرو خان با حسین بن علی»
محمود کریمی در روضه‌خوانی که از شبکه دوم تلویزیون ایران به‌طور زنده پخش شد، داستان شخصی مست و قمارباز را بازگو می‌کند که پس از برخورد با فاطمه دختر محمد و حسین بن علی از نظر اخلاقی تغییر می‌کند. او این داستان را در حرم رضا تعریف کرد و به دلیل وجود قوانین قرنطینه کرونا جمعیتی در صحن آرامگاه حضور نداشت.
شخصی به اسم «خسرو خان» در شب اول محرم با «نوچه‌هایش» در محل بوده و می‌گوید قبل از شروع شدن برنامه به خانه می‌رود. در ادامه خسرو خان مشروب می‌نوشد و مست می‌شود و تخته نرد می‌گذارد و از امام سوم شیعیان می‌خواهد که با او تخته نرد بازی کند. سپس او بر سر دو گونی برنج قمار می‌کند و خسرو خان مدام می‌بازد. وقتی گونی‌های برنج را به تکیه محل تحویل می‌دهد به او القا می‌شود که زنی منتظرش بوده و پس از آن که نیامده برایش پیغام گذاشته: «به او بگویید نذرت قبول است، اما هیچ وقت با بچه من قمار نکن.» در نهایت خسرو خان در سن سالمندی به شخصی تبدیل می‌شود که دعاهایش مستجاب می‌شود.— محمود کریمی.

#### واکنش‌ها
برخی رسانه‌های رسمی و کاربران شبکه‌های اجتماعی روایت چنین داستانی را توهین به حسین تفسیر کردند. از جمله به این اشاره شده که در رسانه‌های طرفدار حکومت برای تحقیر دونالد ترامپ، به سابقه شغلی او در اداره و مالکیت قمارخانه‌ها ارجاع داده می‌شود و او را «قمارباز» می‌خوانند، ولی حالا یکی از امامان شیعه در حال قمار به تصویر کشیده شده است.
پس از انتقادهای فراوان محمود کریمی گفت: «بعضی خوب متوجه نشدند و از آنها عذرخواهی می‌کنم، شاید خوب جا نینداختم. بعضی هم خود را به متوجه نشدن زدند.». وی گفت منظورش این بوده که خسرو خان «در عالم خودش تصور کرد که در مقابل حضرت نشسته است».

### تقدیر وزیر بهداشت از محمود کریمی
شهریور ۱۳۹۹، وزارت بهداشت در پیام تقدیر سعید نمکی از کریمی نوشت: «امشب صحنه‌های جانسوز مصیبت شهدای کربلا را که در کوچه پس کوچه‌های شهرمان برای عاشقان حضرت اباعبدالله الحسین که توان آمدن به روضه حضرتش را نداشتند، می‌خواندید، از سیمای جمهوری اسلامی ایران دیدم و همگام با اهالی محل که از ایوان‌ها و پشت پنجره‌ها و درگاه خانه‌ها در عزای حسینی آتشی بر نیستان جانشان افتاده بود، گریستم و درونم سرشار از سپاس و قدردانی شد از عزیزی که اینگونه به فرمان رهبری و با طرحی نو برای برپایی محرمی باشکوه و تعظیم شعائر الهی راهی خیابان‌ها و کوچه‌ها شده است تا فریاد مظلومیت شهدای کربلا در هر کوی و برزن برآورد و نگذارد در عزای حسین، هوادارش بیمار و رنجور شود. به عنوان سرباز کوچک نظام سلامت و کسی که از کودکی عشق حضرت اباعبدالله با یکایک سلول‌هایش درآمیخته از آن عزیز ارجمند و همه بزرگوارانی که در این روزها یاری می‌کنند تا عطر یاد و نام حسین رساتر و گیراتر از محرم‌های گذشته مشام جان همه عشاق حضرتش را پر کند و همکاران خدمتگزارم نگران موج جدیدی از بیماری نباشند، با تمام وجود سپاسگزارم.»